# Нова Нессі

Одна з фотографій тіла, зроблених на борту «Дзуйо Мару».

«Туша „Дзуйо Мару“» або «Нова Нессі» — труп невідомої істоти, виловлений японським рибальським траулером «Дзуйо Мару» (яп. 瑞洋丸, за Гепб. Zuiyō-maru) у 1977 році біля узбережжя Нової Зеландії. Через незвичайний зовнішній вигляд туші висловлювалися припущення, що це можуть бути останки «морського змія» або доісторичного плезіозавра. На сьогодні вважається, що це, швидше за все, був частково розкладений труп велетенської акули.

## Виявлення та опис
25 квітня 1977 року трал судна «Дзуйо Мару», що ловило скумбрію в морі східніше від Крайстчерча, підчепив на глибині близько 300 метрів труп невідомої тварини. Визначити видову приналежність істоти на місці не вдалося, тому було висловлено припущення, що це якийсь невідомий раніше вид. Команда траулера прозвала труп «Новою Нессі» (яп. ニューネッシー, за Гепб. Nyū Nesshii).
За вимірюваннями, зробленими на борту членом команди Мітіхіко Яно, істота мала голову довжиною 45 см, шию 1,5 м, чотири плавці близько 1 м та хвіст близько 2 м. Повна довжина тіла складала приблизно 10 м, довжина тулуба від голови до основи хвоста — 6 м. Спинного плавця виявлено не було. Внутрішніх органів не лишилося, але м'ясо і жир відносно збереглися. Вагу тіла оцінено в 1800 кг.
Тіло було вже значно розкладеним і сильно смерділо (свідки описують сморід як запах мертвого ссавця, а не риби). Попри потенційну можливість відкриття нового виду, капітан Акіра Танака вирішив викинути знахідку у море через ризик зіпсувати улов риби. Перед цим Мітіхіко Яно зробив кілька фотографій і замальовок істоти, провів вимірювання та зібрав зразки кісток, шкіри та плавців для аналізу вченими. Всього тіло пробуло на борту протягом приблизно години, після чого його викинули в море, де воно знову потонуло.

## Дослідження
У статті газети «Асахі Сімбун» професор Японського національного музею природи та науки Йосінорі Імадзумі стверджував, ніби зображене на фотографіях і ескізах тіло належало не рибі й не киту або іншому ссавцю, а рептилії. Він висловив припущення, що істота дуже нагадує плезіозавра. Ця новина викликала в Японії значний ажіотаж і так звану «плезіозаврову істерію». Власники риболовних підприємств наказали всім своїм човнам відшукати та виловити загадкову тушу, але знайти її знову вже не вдалося.
Проведений у 1978 році в Токійському океанографічному університеті аналіз отриманих тканин за допомогою іонообмінної хроматографії виявив, що амінокислотна структура у зразках невідомої істоти найближча до колагенового білка еластоїдину, характерного для тканин акул і скатів. Дослідження тканин під електронним мікроскопом також виявили особливий малюнок смуг, характерний для акулячого еластоїдину. Один з дослідників, біохімік доктор Сігеру Кімура, заявив, що істота з великою ймовірністю являє собою акулу, можливо Cetorhinus maximus.
Більшість дослідників також схильні вважати дану істоту особиною велетенської акули, але у противників цієї гіпотези виникли питання щодо того, чому досліджуваний труп, згідно зі зробленими Мітіхіко Яно фотографіями, вимірюваннями й замальовками, мав непропорційно малу для акули голову і був позбавлений спинного плавця. Пояснення з цього приводу надаються у публікації доктора Елвіна Вілера з Лондонського Музею природознавства в міжнародному науковому журналі «New Scientist» від 28 липня 1977 року. Наведена схема демонструє, як розкладається тіло велетенської акули: в першу чергу при розкладанні відпадають нижня щелепа, зяброва ділянка, спинний і хвостовий плавці. Рештки розкладеної таким чином акули відповідних розмірів як раз і виглядатимуть як тіло, що зображено на фотографіях Яно.

## У мистецтві
- 2 листопада 1977 року в Японії була випущена поштова марка до сторіччя Національного музею природи та науки Японії (а також на пам'ять про актуальну на той момент «плезіозаврову істерію»). На марці зображено плезіозавра з довгою шиєю на фоні музею[6]. Зовнішнє зображення марки.
- Істота згадана у фільмі «Ґодзілла проти Кінг Гідори», де її називають плезіозавром (дослівно у фільмі звучить фраза: «Плезіозавр? Такий, як той новозеландський, 1977 року?»)[7].